# Імператорський принц Японії
Імпера́торський при́нц або Шінно́ (яп. 親王, しんのう, МФА: [ɕin̚.noː]; дослівно: «рідний ван»; англ. Imperial Prince) — чоловічий титул в Імператорській родині Японії. 

## Короткі відомості
У 8 — 9 століттях, за стародавньою системою ріцурьо, Імператорськими принцами називалися всі рідні сини і брати Імператора, а його доньки та сестри іменувалися Імператорськими принцесами. 
Після 10 століття, починаючи з періоду Хей'ан, Імператорський принц став титулом, який надавася особливим Імператорським пожалуванням лише вибраним синам японського правителя. Нова система спричинила появу спадкових родів Імператорських принців, в яких цей титул передавався по батьківській лінії головам роду. 
У випадку прийняття Імператорським принцом буддистського чернечого постригу, його називали Імператорським принцом-іноком (яп. 入道親王, にゅうどうしんおう, нюдо-шінно). 
Якщо особі надавали титул Імператорського принца після прийняття нею чернецтва, її називали Імператорським принцом-ченцем (яп. 法親王, ほうしんのう, хо-шінно).
Імператорські принци різнилися за особливими рангами — від першого до четвертого. До кожного рангу прикріплялися землеволодіння, грошове утримання і прислуга відповідно до рангу.
За японським законодавством 19 — початку 20 століття титул Імператорських принців передавався у спадок 4 покоління підряд. Його мали право носити сини Імператора, їхні онуки, сини онуків і онуки онуків. 
З середини 20 століття, за дійсним Законом про Імператорський дім від 1947 року, Імператорський титул закріплено виключно за синами і онуками Імператора головної лінії Імператорського роду.